# Eduart
Pour plus de détails, voir Fiche technique et Distribution.
Eduart (Έντουαρτ) est un film grec réalisé par Angeliki Antoniou et sorti en 2006.

## Synopsis
Eduart a été élevé dans une famille violente. Il émigre pour faire fortune en devenant une rock-star.
Cependant, il tue un homme. Il nie mais finit en prison. Là, avec l'aide d'un médecin allemand, il avoue son crime et entre dans la voie de la rédemption, acceptant le châtiment.

## Fiche technique
- Titre : Eduart
- Titre original : Έντουαρτ
- Réalisation : Angeliki Antoniou
- Scénario : Angeliki Antoniou
- Direction artistique : Julia Stavridou
- Décors : Julia Stavridou
- Costumes : Julia Stavridou
- Photographie : Jürgen Jürges
- Son : Nikos Papadimitriou
- Montage : Takis Yannopoulos
- Musique : Minos Matsas et Costas Christidis
- Production : Centre du cinéma grec, Medienboard Berlin-Brandenburg, NOVA TV, ERT, Le Spot
- Pays d'origine :  Grèce
- Langue : grec
- Format :  Couleurs - 35 mm - Dolby digital
- Genre : Drame
- Durée : 105 minutes
- Dates de sortie :
  -  Grèce : 25 novembre 2006 (Festival international du film de Thessalonique 2006)
  -  Grèce : 8 mars 2007 (sortie nationale)

## Distribution
- Eshref Durmishi
- Andre Hennicke
- Ndricim Xhera
- Ermela Teli
- Andrian Aziri
- Manos Vacoussis
- Marios Ioannou
- Meletis Georgiadis

## Récompenses
- Festival international du film de Thessalonique 2006 : Alexandre d'or, meilleur réalisateur, meilleur scénario, meilleurs décors, meilleure musique, meilleur son, meilleur montage, meilleurs costumes, meilleur maquillage, Prix FIPRESCI, prix de l'union des techniciens grecs de la télévision et du cinéma
- 2007 : 29e Festival international du cinéma méditerranéen (Montpellier) : Antigone d'or
- 2008 : Los Angeles Greek Film Festival : Orpheus du meilleur film, Orpheus du meilleur réalisateur
- 2008 : London Greek Film Festival : meilleur film de fiction